# Le Fil du rasoir (film, 1946)
Cet article concerne le film d'Edmund Goulding. Pour le film de John Byrum (en), voir Le Fil du rasoir.
Pour les articles homonymes, voir The Razor's Edge et Le Fil du rasoir.
Pour plus de détails, voir Fiche technique et Distribution.
Le Fil du rasoir (The Razor’s Edge) est un film américain réalisé par Edmund Goulding, sorti en 1946.
C'est une adaptation du roman de Somerset Maugham écrit en 1944.

## Synopsis
Les amours et la destinée de deux jeunes riches Américains, Larry et Isabel, à partir de 1919. Bien qu'épris l'un de l'autre et fiancés, ils se séparent en raison des aspirations métaphysiques insatiables de Larry, qui a été profondément marqué par la Première Guerre mondiale, à laquelle il a participé comme pilote de chasse. Chacun suit alors un chemin bien différent : Isabel épouse l'un des garçons du petit groupe d'amis qu'elle fréquentait lorsqu'elle était fiancée avec Larry. Elle n'est pas amoureuse mais son époux satisfait ses ambitions matérielles. Larry, lui, se lance dans une longue quête initiatique qui le conduira de Paris à l'Inde, à la recherche de lui-même et de la paix intérieure.
Des années plus tard, Larry et Isabel se retrouvent : Larry n'est plus amoureux et a trouvé la sérénité. Isabel, cependant, est toujours éperdument amoureuse de Larry au point de détruire ceux qui l'entourent...
Le film met en scène le personnage de Somerset Maugham, qui intervient à divers moments de la vie des protagonistes comme un observateur lucide, bienveillant et détaché, mais peut-être pas insensible au charme d'Isabel. L'autre personnage central du livre, Elliot, ami du narrateur et oncle d'Isabela, est un riche Américain très snob (bien qu'attaché à sa famille) passant son temps dans les cercles mondains de Paris et de la Côte d'Azur.
De nombreuses scènes se passent en France et le français est couramment employé. Contrairement à ce que l'on constate dans de nombreux films américains où les seconds rôles francophones sont tenus par des anglophones s'exprimant avec un accent prononcé, les acteurs francophones sont ici des Français qui font entendre des accents parisiens ou méridionaux typiques. Tyrone Power et Gene Tierney ont plusieurs répliques en français.

## Commentaires
Dernier grand roman de Somerset Maugham, Le Fil du rasoir (titre original : The Razor’s Edge), écrit en 1944, aborde des thèmes peu courants dans la littérature de l'époque, comme le mysticisme oriental, et se démarque de ses contemporains en évoquant parfois la sexualité de manière directe, mais sans vulgarité, en conservant son habituel langage soutenu.[réf. souhaitée]

## Fiche technique
- Titre : Le Fil du rasoir
- Titre original : The Razor’s Edge
- Réalisation : Edmund Goulding
- Scénario : Lamar Trotti d'après le livre de W. Somerset Maugham
- Production : Darryl F. Zanuck
- Société de production : Twentieth Century Fox
- Musique : Alfred Newman
- Photographie : Arthur C. Miller
- Direction artistique : Richard Day et Nathan Juran
- Décorateur de plateau : Thomas Little
- Costumes : Charles Le Maire, Oleg Cassini et Sam Benson
- Montage : J. Watson Webb Jr.
- Pays de production : États-Unis
- Format : Noir et blanc - Son : Mono (Western Electric Recording)
- Genre : Drame
- Durée : 145 minutes
- Dates de sortie : 
  - États-Unis : 19 novembre 1946 (première à New York)
  - France : 23 août 1947

## Distribution

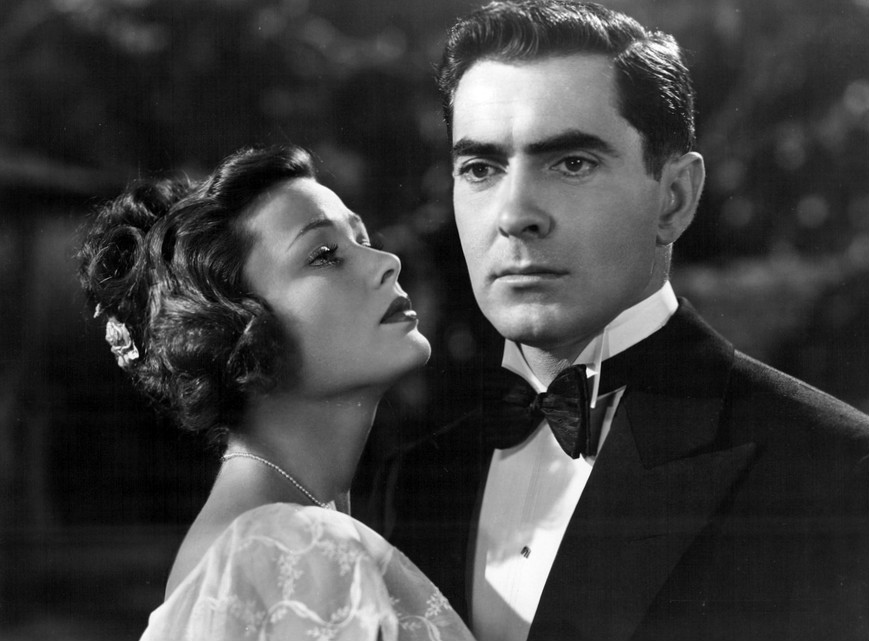
Gene Tierney et Tyrone Power

- Tyrone Power : (VF: Yves Furet) Larry Darrell
- Gene Tierney : Isabel Bradley
- John Payne : Gray Maturin
- Anne Baxter : Sophie Nelson Macdonald
- Clifton Webb : Elliott Templeton
- Herbert Marshall : W. Somerset Maugham
- Lucile Watson : Louisa Bradley
- Frank Latimore : Bob Macdonald
- Elsa Lanchester : Miss Keith, secrétaire de la Princesse
- Fritz Kortner : Kosti
- Henri Letondal : inspecteur de police

Acteurs non crédités
- John Davidson, Paul Everton :  : banquiers
- George Davis : concierge de l'immeuble de Larry
- Jean De Briac : avocat
- Jean Del Val : fonctionnaire de police
- Maurice Marsac : maître d'hôtel
- Louis Mercier : « Little Frenchman », guide du quartier arabe
- Barry Norton : compagnon de la princesse
- Mario Siletti : mineur
- Harry Pilcer danseur
- Anne Marie Carrière

## Récompenses et distinctions
- Oscar de la meilleure actrice dans un second rôle pour Anne Baxter
- Golden Globe du meilleur acteur dans un second rôle pour Clifton Webb
- Golden Globe de la meilleure actrice dans un second rôle pour Anne Baxter